# Karen Press
Karen Press (Città del Capo, 1956) è una poetessa sudafricana.
Vive a Sea Point.
Lavora a tempo pieno come scrittrice e editrice. Ha pubblicato otto volumi di poesia, uno script per il cinema, dei racconti, e del materiale e testi scolastici di matematica, economia, scienza e lingua inglese.
Nel 1987 ha cofondato la casa editrice collettiva "Buchu Books".

## Opere
- Emergency Declarations (found poems, co-produced with Ingrid de Kok, 1985)
- This Winter Coming (Cinnamon Crocodile, 1986)
- Bird Heart Stoning the Sea (Buchu Books, 1990)
- History is the dispossession of the heart (Cinnamon Crocodile, 1992)
- The Coffee Shop Poems (Snailpress, 1993)
- Echo Location - a guide to Sea Point for residents and visitors (Gecko Books, 1998)
- Home (Carcanet, 2000)
- The Little Museum of Working Life (Deep South, 2004)

| Controllo di autorità | VIAF (EN) 9906476 · ISNI (EN) 0000 0000 8088 7799 · LCCN (EN) n91036639 · BNF (FR) cb122617695 (data) · J9U (EN, HE) 987007352207305171 |